# Monitor de vulnerabilidad climática
El Monitor de vulnerabilidad climática (CVM por sus siglas en inglés) es un informe independiente sobre los efectos del cambio climático en las poblaciones del mundo señalados por paneles de autoridades internacionales clave. La primera edición, El estado de la crisis climática, se publicó en diciembre de 2010 simultáneamente en Londres y Cancún para coincidir con la Conferencia de las Naciones Unidas sobre el Cambio Climático de 2010 (COP16) en esta última ciudad.

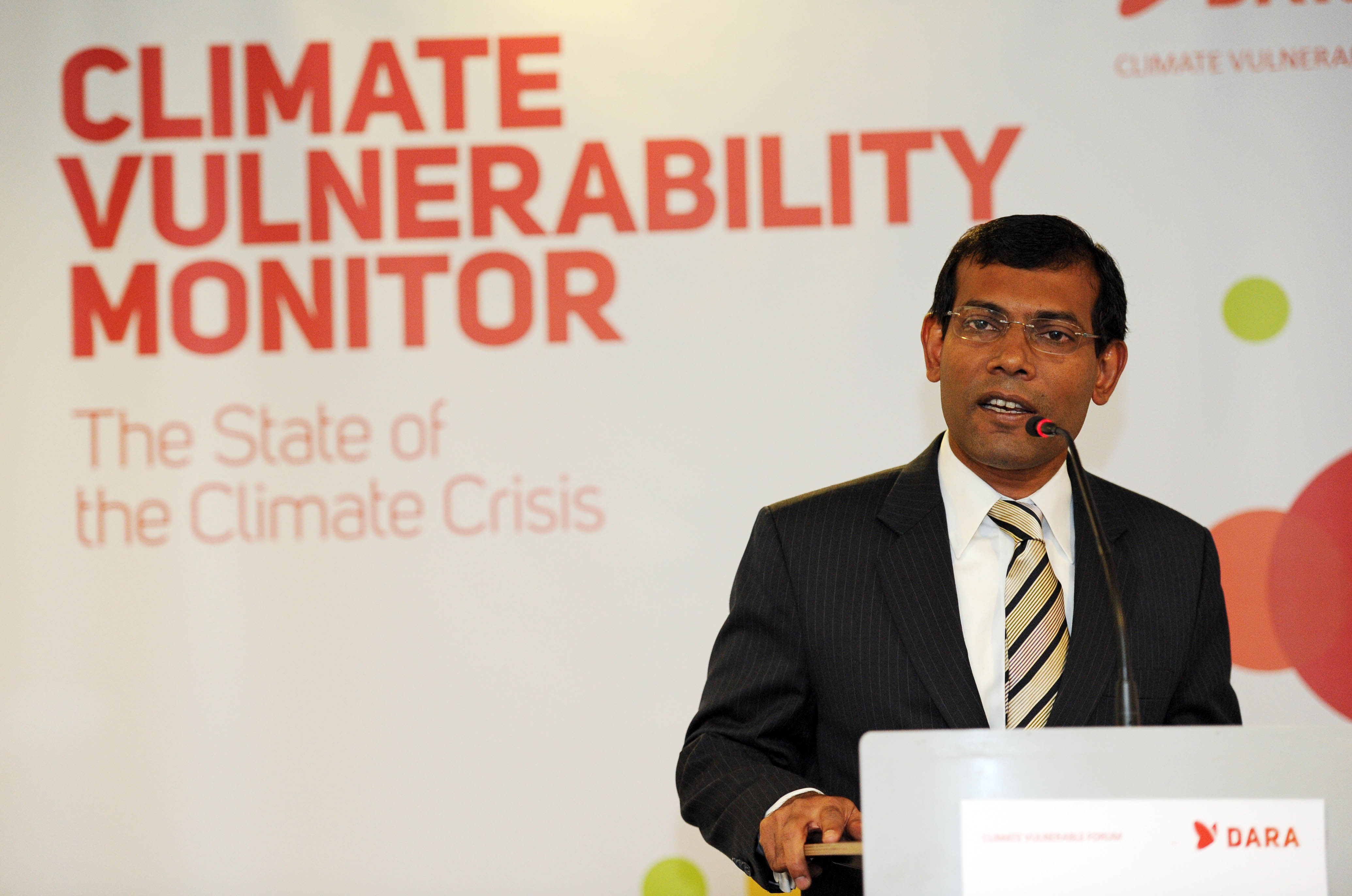
Mohamed Nasheed, presidente de las Maldivas, en la presentación del Monitor de vulnerabilidad climática en Londres el 3 de diciembre de 2010.

Desarrollado por DARA y el Foro de Vulnerabilidad Climática, el CVM pretende servir de herramienta para evaluar la vulnerabilidad mundial a varios efectos del cambio climático en diferentes países.
El informe destila investigaciones punteras para una explicación más clara de cómo y dónde las poblaciones están siendo afectadas por el cambio climático, tanto en la propia fecha del informe como en el próximo futuro (2030), a la vez que señala acciones clave para reducir estos impactos.
DARA y el Foro de Vulnerabilidad Climática presentaron el segundo CVM, Guía para el frío cálculo de un planeta caliente, el 26 de septiembre de 2012 en la Sociedad de Asia, Nueva York.

## Objetivos
El CVM intenta demostrar cómo todos los países son vulnerables al cambio climático, cada uno de formas diferentes según su situación o recursos: salud de sus habitantes, patrones de tiempo extremo, factores económicos, pérdida de tierras por la expansión de los desiertos o la subida del nivel del mar, sequías, inundaciones, deshielo del permafrost y muchas otras formas. El CVM enumera más de 50 medidas, que los autores aseguran que están fácilmente disponibles, para limitar casi todos los daños causados por el cambio climático.

## Planteamiento
El CVM adopta un nuevo planteamiento para evaluar la vulnerabilidad climática del mundo y sus regiones, países y comunidades. El informe recoge las características preexistentes de las sociedades afectadas por el cambio climático y traza mapas del nivel de vulnerabilidad e impacto esperado de acuerdo con los efectos, reales o proyectados, de las variaciones en el clima. El análisis se construye alrededor de 4 "áreas de impacto" y 5 "niveles de vulnerabilidad", centrándose en los años 2010 y 2030.
Según el CVM, las cifras estimadas de impactos derivan de la metodología concreta que emplea, y representan impactos adicionales debidos al cambio  climático. Proporciona una "foto" de lo que se considera que ya está teniendo lugar y de lo que podría ocurrir en un futuro próximo. Según los autores, el Monitor representa solo una manera posible de medir la vulnerabilidad al clima, que esperan pueda mejorarse.
Las 4 áreas de impacto estudiadas
- Impacto en la salud - mortalidad adicional por enfermedades asociadas al clima
- Desastres meteorológicos - daño y mortalidad adicionales en tormentas, inundaciones e incendios forestales
- Pérdida de hábitat - pérdida adicional de hábitat humano al aumentar el nivel del mar, desertificación
- Tensión económica - pérdidas extra en los sectores agrícola/primarios de la economía y recursos naturales clave

Los 5 niveles de vulnerabilidad al clima
- Agudo (la categoría más vulnerable)
- Severo
- Alto
- Moderado
- Bajo (la categoría menos vulnerable)

## Hallazgos

### Monitor de vulnerabilidad climática 2010
El informe sostiene que el cambio climático alimentado por las actividades humanas ya está interfiriendo con el clima, produciendo efectos peligrosos para las personas y el planeta. Según el informe, la velocidad del cambio y los efectos de calor, viento, lluvia, desiertos, nivel del mar y otros impactos resultan en 350 000 muertes anuales. El informe afirma que los efectos del cambio climático podrían contribuir a la muerte de 5 millones de personas para 2020 y causar hasta 1 millón de muertes anuales para 2030 si no se frena el calentamiento mundial. Calor, viento y escaseces de agua presionan el hábitat de aproximadamente 2,5 millones de personas. Se estima que tormentas, inundaciones e incendios forestales causan daños anuales de 5 millardos de dólares norteamericanos ($) adicionales, mientras que el aumento del nivel del  mar cuesta a los países de ingresos bajos el 1 % de su PIB  –el 4 % en el Océano Pacífico– con 65 millardos de $ perdidos anualmente por la economía mundial.
El CVM afirma además que la mayoría de impactos se concentran especialmente en niños y pobres, con la mayoría de las muertes concentrada en los niños del África subsahariana o Asia del Sur, y que son los impactos graduales, no los repentinos, los que causan más del 90 % de los daños. Más del 80 % de personas en riesgo por la desertificación causada por el calentamiento mundial reside en economías emergentes de alto crecimiento, como China e India.
El informe también afirma que la mitad de los impactos económicos del cambio climático se nota en los países industrializados. Sin embargo las economías de los países en desarrollo  padecen tensiones relativas mucho mayores, principalmente debido a que sus sectores agrícolas suponen un mayor porcentaje del PIB nacional y son menos robustos. Solo en 15 países se aprecia una vulnerabilidad aguda al cambio climático. Sufren en conjunto casi la mitad de todos los impactos climáticos. Países frágiles reconocidos o estados fallidos  como Afganistán, Haití, Birmania, Sierra Leona y Somalia están entre los más afectados. Para cada una de las 4 áreas de impacto estudiadas, se considera que un promedio de solo 24 países tienen el mayor grado de vulnerabilidad. En cada caso, unos dos tercios del impacto mundial total recae en solo 10 países.
Por último el CVM advierte que 20 años más de inacción podrían llevar a casi un millón de muertes anuales relacionadas con el clima para 2030. El número de  países agudamente vulnerables podría más que triplicarse en ese periodo. Los costes económicos podrían ascender a 100 millardos de $ de tensión en las costas, 150 millardos de $ en el sector primario y pérdidas de recursos naturales, y 10 millardos de $ por tormentas, inundaciones e incendios forestales —un tercio de una crisis financiera anual de un billón de $.

### Monitor de vulnerabilidad climática 2012
El principal hallazgo de la segunda edición del CVM es que en 2012 el cambio climático ya estaba frenando el desarrollo, suponía un importante coste a la economía mundial y constituía una causa principal de muertes: 400 000 anuales, principalmente por hambre y enfermedades infecciosas, a las que deben añadirse otras 4,5 millones por la contaminación atmosférica que produce una economía intensiva en combustibles fósiles, las ocupaciones peligrosas y el cáncer asociado a esta contaminación. La segunda edición del CVM designa estos daños por contaminación como carbon vulnerability (literalmente vulnerabilidad al carbono), pero que en realidad quiere decir vulnerabilidad ante la contaminación provocada por una economía intensiva en combustibles fósiles. Por esta razón uno de los países más "vulnerables al carbono" es China, ya que allí la contaminación causa 1,1 millones de muertes anuales.
Los efectos del calentamiento mundial están dificultando la reducción de la pobreza y fomentando conflictos armados. El coste de no hacer nada se iría elevando progresivamente desde el 1,5 % del PIB mundial en 2010 hasta el 7,5 % en 2100. En cambio, el coste de tomar medidas drásticas (highest action) sería, inicialmente, igual al de no hacer nada (1,5 % del PIB mundial), pero en los años posteriores apenas subiría, quedando siempre por debajo del 2 %. Por tanto el análisis de costo-beneficio recomienda tomar medidas drásticas cuanto antes.

## Origen
DARA y el Foro de Vulnerabilidad Climática crearon el Monitor de vulnerabilidad climática para adelantar la comprensión de los crecientes efectos negativos del cambio climático en la sociedad y para identificar un conjunto clave de opciones  para enfrentar este nuevo reto .
El Foro de Vulnerabilidad Climática es una asociación de los países más vulnerables al calentamiento mundial para buscar una solución firme y urgente a la creciente crisis climática. Fue fundado por el presidente de las Maldivas, Mohamed Nasheed, y celebró su primera reunión en noviembre de 2009. La declaración posterior a esta reunión expresó su alarma por la velocidad y el peligro de los cambios presenciados en todo el planeta por los efectos del calentamiento mundial antropogénico, y pidió cooperación internacional urgente para abordar este reto. Los países fundadores fueron Bangladés, Barbados, Bután, Kiribati, Ghana, Kenia, Nepal, Ruanda, Tanzania, Vietnam y Maldivas. Posteriormente se añadieron otros.
DARA es una organización internacional  con sede en Madrid, España, fundada en 2003 por Silvia Hidalgo. La organización pretende mejorar la calidad y eficacia de la ayuda para las poblaciones vulnerables afectadas por conflictos armados y desastres naturales.

## Documentos
Monitor de vulnerabilidad climática 2010: el estado de la crisis climática
- CVM 2010 Texto Completo
- CVM 2010 Resumen Ejecutivo - inglés
- CVM 2010 Resumen Ejecutivo - español

Monitor de vulnerabilidad climática 2012: Guía para el frío cálculo de un planeta caliente
- CVM 2012 Texto Completo